# Salt Lake City Challenger
Il Salt Lake City Challenger è stato un torneo professionistico di tennis giocato su campi in cemento. Faceva parte dell'ATP Challenger Series. L'unica edizione si è disputata a Salt Lake City negli Stati Uniti.

## Albo d'oro

### Singolare
| Anno | Campione     | Finalista      | Punteggio |
| ---- | ------------ | -------------- | --------- |
| 1978 | Kevin Curren | Steve Docherty | 6–4, 6–0  |

### Doppio
| Anno | Campioni                     | Finalisti                  | Punteggio |
| ---- | ---------------------------- | -------------------------- | --------- |
| 1978 | Marcelo Lara John Whitlinger | Haroon Ismail Warren Maher | 6–4, 6–2  |